# Neocompsa obscura
Neocompsa obscura är en skalbaggsart som beskrevs av Martins 2009. Neocompsa obscura ingår i släktet Neocompsa och familjen långhorningar. Inga underarter finns listade i Catalogue of Life.